# Itaperuna
Itaperuna là một đô thị thuộc bang Rio de Janeiro, Brasil. Đô thị này có diện tích 1105,566 km², dân số năm 2007 là 104265 người, mật độ 84,3 người/km².